# Izieu
Izieu is een gemeente in het Franse departement Ain (regio Auvergne-Rhône-Alpes) en telt 185 inwoners (2004). De oppervlakte bedraagt 7,7 km², de bevolkingsdichtheid is 24,0 inwoners per km².

## Geografie
De onderstaande kaart toont de ligging van Izieu met de belangrijkste infrastructuur en aangrenzende gemeenten.

## Demografie
Onderstaande figuur toont het verloop van het inwoneraantal van Izieu vanaf 1962. De cijfers zijn afkomstig van het Frans bureau voor statistiek en bevatten geen dubbel getelde personen (volgens de gehanteerde definitie population sans doubles comptes).
Vanwege een beveiligingsprobleem met de MediaWiki Graph-software is het momenteel niet mogelijk deze grafiek weer te geven. Zodra de software is bijgewerkt zal de grafiek vanzelf weer zichtbaar worden.

## Moord op 44 joodse kinderen
In 1943 gebruikten Miron en Sabine Zlatin een leegstaande vakantiekolonie in Izieu om er Joodse kinderen te verbergen. Op 6 april 1944 werden 44 kinderen samen met zeven begeleiders opgepakt bij een Duitse razzia onder leiding van Klaus Barbie, de Gestapo-chef van Lyon. Alleen een kleuter kon tijdig in veiligheid worden gebracht en overleefde de Holocaust. 48 van de gearresteerden werden vergast in het vernietigingskamp Auschwitz, drie vonden de dood voor een vuurpeloton in Tallinn in Estland.

## Voetnoot
1. ↑  Populations de référence 2022.
2. ↑  (en) Jewish Victims of the Holocaust: The Children of Izieu. Gearchiveerd op 20 mei 2022.